# ХК Левски (София)
„Левски“ е български професионален хокеен клуб от град София. Отборът е ставал 13 пъти шампион на България и е бил 17 пъти носител на купата на България.

## История
Отборът започва участието си в държавното първенство през 1953 г. Първия успех е постигнат през 1956 г. когато печели бронзовите медали. На следващата година отбора е преименуван на Физкултурно дружество „Левски“. През 1964 г. ФД „Левски“ достига до финал за Купата на България, но губи от ЦСКА „Червено знаме“. В следващите 4 години отбора става веднъж вицешампион (1967) и 2 пъти бронзов медалист (1966 и 1968). През 1968 г. за първи път е спечелена Купата на България, като на финала е победен „Металург“ (Перник). През 1969 г. след поредната реорганизация в българския спорт ФД „Левски“ е обединен със Спартак и до 1985 г. отбора се нарича ДФС „Левски-Спартак“. В периода от 1971 до 1975 г. „Левски-Спартак“ е неизменно сред първите три отбора в страната като 4 пъти е вицешампион и веднъж бронзов медалист, а през 1974 г. е носител на купата на страната. През 1976 г. „Левски-Спартак“ постига най-големия си успех до този момент като става за първи път шампион на България, надигравайки „Славия“ и ЦСКА „Септемврийско знаме“. През 1977 г. няма първенство, но през следващите 5 години „сините лавини“ са шампиони на страната и 3 пъти носители на Купата на България (1979, 1980 и 1982). През сезон 1979/80 „Левски-Спартак“ става първият и единствен български отбор, който отстранява противников отбор в турнира за Купата на Европейските шампиони, след като в София побеждава „Ференцварош“ (Унгария) с 5:2, а в унгарския град Секешфехервар завършва наравно 1:1. На осминафинала обаче е отстранен от „Олимпия“ (Любляна, Словения) с 5:8 и 6:11. След това през 80-те години първенството става много оспорвано с повече отбори и силна конкуренция от страна на „Славия“ и ЦСКА „Септемврийско знаме“. На два пъти „сините“ печелят Купата на България (1984, 1985). През 1989 и 1990 г. „Левски-Спартак“ отново е шампион, а през 1988, 1989 и 1990 г. е носител на купата на страната. През 1990 г. клубът възстановява оригиналното си име „Левски“. От началото на 90-те години до 2005 г. борбата за шампионската титла се води главно между „сините“ и „белите“, с малки изключения (1997, 1998), когато вицешампиони са „Металург“ и „Академик“. През този период „Левски“ става общо 4 пъти шампион на страната през 1992, 1995, 1999 и за последно през 2003 г., както и 6 пъти носител на купата на страната през 1991, 1995, 1996, 1999, 2000 и последната през 2005 г. Отборът играе домакинските си срещи в Зимния дворец. Основните цветове на клуба са синьо и жълто.

## Шампионат
ХК „Левски“ се състезава в А група на държавното първенство за мъже.

## Успехи
Шампион на България: – 13 пъти
- 1976, 1977, 1978, 1979, 1980, 1981, 1982, 1989, 1990, 1992, 1995, 1999, 2003

Вицешампион: – 19 пъти
- 1967, 1971, 1972, 1974, 1975, 1983, 1984, 1985, 1986, 1991, 1993, 1994, 1996, 2000, 2001, 2002, 2004, 2005, 2007

бронзов медалист: -14 пъти
- 1956, 1966, 1968, 1973, 1987, 1988, 1997, 1998, 2006, 2008, 2009, 2010, 2011, 2012

Носител на купата на България – 17 пъти
- 1968, 1974, 1977, 1979, 1980, 1982, 1984, 1985, 1988, 1989, 1990, 1991, 1995, 1996, 1999, 2000, 2005

## Известни хокеисти
Николай Янков, Иван Атанасов, Гошо Фаса, Борис Михайлов, Александър Панев, Георги Бангеев, Мирослав Павлов, Златко Зиновиев, Георги Димитров, Венцислав Венев, Цветан Цветанов, Мартин Гюров, Красимир Чапкънов, Радослав Славчев, Станимир Хавов, Кирил Любенов, Лъчезар Гюмов, вратарите Константин Михайлов, Теодор Пондев и др.